# Wybory regionalne w Bawarii w 2008 roku
Wybory regionalne w Bawarii w 2008 roku odbyły się 28 września. Zwyciężyła w nich Unia Chrześcijańsko-Społeczna, tracąc jednocześnie  absolutną większość w Landtagu, którą posiadała od ponad 40 lat.

## Wyniki i następstwa
Według wstępnych wyników opracowanych na podstawie sondaży ZDF i ARD zwycięstwo odniosła CSU, która uzyskała ok. 43% głosów, co oznaczałoby jednak utratę większości absolutnej w Landtagu. Drugie miejsce zajęła SPD (ok. 19%), a kolejne FDP, Zieloni i komitet Wolnych Wyborców. Progu wyborczego nie przekroczyła postkomunistyczna Lewica (ok. 4,7%). W ocenie komentatorów data wyborów stanie się ważną cezurą w bawarskiej polityce, a utrata większości absolutnej przez CSU to poważny sygnał dla kanclerz Angeli Merkel przed wyborami parlamentarnymi w 2009 roku. W związku z wynikami ustąpienie z funkcji szefa CSU zapowiedział Erwin Huber.
24 października 2008 zawarte zostało porozumienie koalicyjne między CDU i FDP. Obie partie zdecydowały o utworzeniu wspólnego rządu z premierem Horstem Seehoferem (CSU) na czele.
|                                     | Partia                                                                           | Procent | Zmiana | Mandaty | Zmiana | % mandatów |
| ----------------------------------- | -------------------------------------------------------------------------------- | ------- | ------ | ------- | ------ | ---------- |
|                                     | Unia Chrześcijańsko-Społeczna w Bawarii (Christlich-Soziale Union in Bayern)     | 43,4%   | 17,3%  | 92      | 32     | 49,2%      |
|                                     | Socjaldemokratyczna Partia Niemiec (Sozialdemokratische Partei Deutschlands)     | 18,6%   | 1%     | 39      | 2      | 20,9%      |
|                                     | Wählergruppe                                                                     | 10,2%   | 6,2%   | 21      | 21     | 11,2%      |
|                                     | Związek 90/Zieloni (Bündnis 90/Die Grünen)                                       | 9,4%    | 1,7%   | 19      | 4      | 10,2%      |
|                                     | Wolna Partia Demokratyczna (Freie Demokratische Partei)                          | 8%      | 5,4%   | 16      | 16     | 8,6%       |
|                                     | Lewica (Die Linke)                                                               | 4,3%    | 4,3%   | 0       | 0      | 0%         |
|                                     | Partia Ekologiczno-Demokratyczna (Ökologisch-Demokratische Partei)               | 2%      | 0%     | 0       | 0      | 0%         |
|                                     | Republikanie (Die Republikaner)                                                  | 1,4%    | 0,9%   | 0       | 0      | 0%         |
|                                     | Narodowodemokratyczna Partia Niemiec (Nationaldemokratische Partei Deutschlands) | 1,2%    | 1,2%   | 0       | 0      | 0%         |
|                                     | Partia Bawarska (Bayernpartei)                                                   | 1,1%    | 0,3%   | 0       | 0      | 0%         |
|                                     | Pozostali                                                                        | 0,4%    | 0%     | 0       | 0      | 0%         |
|                                     | Razem                                                                            | 100%    | -      | 187     | 7      | 100%       |
| Źródło: Landtagswahl 2008 – (niem.) |                                                                                  |         |        |         |        |            |